# Стоффле, Жан Никола
Жан Никола Стоффле́ (фр. Jean Nicolas Stofflet; 3 февраля 1753, Батлемон, Лотарингия — 25 февраля 1796, Анже) — французский военный деятель, один из главных деятелей Вандейского мятежа.

## Биография
Родился в семье мельника. Прослужил 15 лет рядовым в Швейцарском полку во Франции, он получил место лесничего в имении своего бывшего полковника, графа Кольера-Малебри, в провинции Анжу. Когда началась Великая французская революция, примкнул (в том числе из религиозных соображений, так как был ревностным католиком) к роялистам и вместе с Кателино́ стал во главе вандейских ополчений. Служил под началом Мориса д’Эльбе, участвовал в сражениях при Фонтен-ле-Конте, Шоле и Сомюре, а также отличился в битвах за Бопрео, Лаваль и Антрен (фр. Antrain).
Летом 1794 года был — после смерти Анри де Ларошжаклена — избран главным начальником (с присвоением звания генерал-майора) так называемой королевской католической армии и основал в лесу Везена штаб, но скоро первоначальные удачи сменились поражениями, одновременно начались конфликты Стоффле с другими предводителями, в первую очередь с Шареттом. Уже в следующем году недостаток в денежных средствах и упадок духа в массе восставших понудили его вступить в переговоры с республиканскими предводителями, несмотря на то, что этому попытались помешать роялистские агенты. Им были приняты условия мирного договора в Сан-Флоран-ле-Вьей 2 мая 1795 года, однако вскоре перемирие было нарушено. В декабре 1795 года Стоффле, выступая от имени графа Прованского (будущего Людовика XVIII), получил звание маршала. Набрать новые силы для продолжения борьбы ему, однако, не удалось. Вскоре он был схвачен республиканцами, отвезён в город Анже и там после суда военным трибуналом расстрелян.